# Anthene opalina
Anthene opalina е вид пеперуда от семейство Синевки (Lycaenidae). Видът е незастрашен от изчезване.

## Разпространение
Разпространен е в Етиопия, Кения и Сомалия.